# Dane Bird-Smith
Dane Alex Bird-Smith (Queensland, 22 luglio 1992) è un marciatore australiano, vincitore della medaglia di bronzo nella 20 km ai Giochi olimpici di Rio de Janeiro 2016.
È figlio di David Smith, anch'egli atleta.

## Biografia
Il 12 agosto 2016 prende parte nei 20 km marcia ai Giochi olimpici di Rio de Janeiro 2016, dove ottiene a gran sorpresa un terzo posto con un tempo di 1h19'37", alle spalle del duo cinese formato da Wang Zhen e Cai Zelin.

## Palmarès
| Anno | Manifestazione    | Sede           | Evento         | Risultato | Prestazione | Note                          |
| ---- | ----------------- | -------------- | -------------- | --------- | ----------- | ----------------------------- |
| 2010 | Mondiali juniores | Moncton        | Marcia 10000 m | 5º        | 41'32"36    |                               |
| 2013 | Mondiali          | Mosca          | Marcia 20 km   | 10º       | 1h23'06"    |                               |
| 2015 | Universiadi       | Gwangju        | Marcia 20 km   | Oro       | 1h21'30"    |                               |
| 2015 | Mondiali          | Pechino        | Marcia 20 km   | 8º        | 1h21'37"    |                               |
| 2016 | Giochi olimpici   | Rio de Janeiro | Marcia 20 km   | Bronzo    | 1h19'37"    | Miglior prestazione personale |
| 2017 | Mondiali          | Londra         | Marcia 20 km   | 6º        | 1h19'28"    | Miglior prestazione personale |
| 2018 | Commonwealth      | Gold Coast     | Marcia 20 km   | Oro       | 1h19'34"    | Record dei Giochi             |
| 2019 | Mondiali          | Doha           | Marcia 20 km   | 15º       | 1h32'11"    |                               |